# Chorisoneura barticae
Chorisoneura barticae är en kackerlacksart som beskrevs av Morgan Hebard 1921. Chorisoneura barticae ingår i släktet Chorisoneura och familjen småkackerlackor. Inga underarter finns listade i Catalogue of Life.